# Brunn (Uppland)
Brunn is een plaats in de gemeente Värmdö in het landschap Uppland en de provincie Stockholms län in Zweden. De plaats heeft 957 inwoners (2005) en een oppervlakte van 93 hectare.